# Радковицький заказник
Радкови́цький зака́зник — гідрологічний заказник місцевого значення в Україні. Розташований у межах Городоцької міської громади Хмельницького району Хмельницької області, між селами Радковиця і Кремінна.
Площа 55,7 га. Статус присвоєно згідно з рішенням сесії обласної ради народних депутатів від 28.10.1994 року № 7. Перебуває у віданні: Кремінянська сільська рада, Радковецька сільська рада.
Статус присвоєно для збереження природного комплексу заплави річки Потік Сорока.